# Les Velluire-sur-Vendée
Les Velluire-sur-Vendée község Franciaország Loire mente régiójában, Vendée megyében. Új községként 2019. január 1-jén jött létre Le Poiré-sur-Velluire és Velluire község egyesítésével. Az egyesüléskor az új község lélekszáma 1363 fő lett. Lakosainak száma 1366 fő (2022. január 1.).

## Népesség
| Lakosok száma | 1381 | 1382 | 1383 | 1377 | 1372 | 1366 |
|               | 2017 | 2018 | 2019 | 2020 | 2021 | 2022 |